# Nowe Drygały
Nowe [pronunciación en polaco: /ˈnɔvɛ drɨˈɡawɨ/] (en alemán: Ney Drygallen, entre 1938-45: Neu Drigelsdorf) es un pueblo en el distrito administrativo de Gmina Biała Piska, dentro del Distrito de Pisz, Voivodato de Varmia y Masuria, en el norte de Polonia. Se encuentra a unos 6 kilómetros al norte de Biała Piska, 21 kilómetros al este de Pisz, y 107 kilómetros al este de la capital regional, Olsztyn.
El pueblo tiene una población de 220 habitantes.